# Speirsaenigma
Speirsaenigma è un genere estinto di pesci ossei appartenente agli Osmeriformes, noto dal Paleocene del Canada. La specie tipo è Speirsaenigma lindoei.

## Descrizione
Questo pesce, appartenente al gruppo dei osmeridi (osmeriformi affini agli sperlani), si caratterizza per una mandibola e una premascella allungate e dentate, abbinate a una mascella sottile priva di denti. All'interno della bocca, i denti sono quasi completamente assenti, e si osserva un secondo centro urale ben distinto.
Un'altra caratteristica distintiva è la presenza di dimorfismo sessuale nelle pinne anali. In alcuni esemplari, attribuiti ai maschi, sono stati individuati probabili tubercoli nuziali, suggerendo comportamenti riproduttivi simili a quelli di molte specie di sperlani attuali.

## Filogenesi
Gli esemplari articolati di Speirsaenigma lindoei provengono dalla Formazione Paskapoo nei pressi di Red Deer (Alberta, Canada), e sono stati descritti per la prima volta nel 1991.
Un’analisi cladistica delle caratteristiche osteologiche ha rivelato che Speirsaenigma è strettamente imparentato con il genere attuale Plecoglossus, talvolta escluso dalla famiglia Osmeridae. Questi due taxa risultano più vicini a un clado derivato di osmeridi (comprendente Allosmerus, Osmerus, Spirinchus e Thaleichthys) rispetto agli osmeridi più primitivi come Hypomesus e Mallotus.

## Paleoecologia
È ipotizzabile che Speirsaenigma lindoei avesse una storia vitale anadroma, come molte specie attuali di sperlani, benché il sito fossile di Joffre Bridge sia talmente lontano dai mari paleocenici che è improbabile che questi esemplari specifici fossero migratori. Si suppone che gli individui si siano arenati tentando di riprodursi durante una fase di piena.